# Willy Decker
Willy Decker (* 8. September 1950 in Pulheim) ist ein deutscher Opernregisseur.

## Leben
Decker studierte nach dem Abitur Musik (Hauptfach Violine) an der Rheinischen Musikschule in Köln, später an der dortigen Universität Theaterwissenschaften, Musikwissenschaft, Germanistik und Philosophie. Nebenher studierte er Gesang bei Josef Metternich an der Kölner Musikhochschule. 1972 ging er mit 22 Jahren als Regieassistent in sein erstes festes Engagement an die Städtischen Bühnen in Essen, später zur Kölner Oper als Assistent unter anderem von Hans Neugebauer, Harry Kupfer, Jean-Pierre Ponnelle und Michael Hampe. Ab 1986 war er Oberspielleiter der Kölner Oper.
Seit Herbst 2005 ist Decker Professor für Musiktheaterregie an der Hanns-Eisler-Hochschule in Berlin. Am 17. Oktober 2007 wurde Decker zum neuen Intendanten der Ruhrtriennale berufen, die er als Nachfolger von Jürgen Flimm von 2009 bis 2011 leitete. Seitdem führte er an verschiedenen Häusern weltweit Regie, so unter anderem in Verdis La traviata (2010/2011, Metropolitan Opera, New York City), Alban Bergs Lulu (2011, Pariser Oper) oder Mozarts Don Giovanni (2012, Sächsische Staatsoper Dresden).
Decker, aufgewachsen im rheinischen Katholizismus, bekennt sich heute zum Zen-Buddhismus.

## Theaterkarriere
1978 begann Decker mit eigenen Regiearbeiten und machte schon bald über Köln hinaus als Gastregisseur an anderen Häusern auf sich aufmerksam. Vor allem die Uraufführungen von Hans Werner Henzes Pollicino beim Cantiere Internazionale d’Arte in Montepulciano (1980) und von Antonio Bibalos Oper Macbeth (Oslo, 1990) machten ihn international bekannt. Mit der Uraufführung von Aribert Reimanns Oper Das Schloss an der Deutschen Oper Berlin 1991 gelang ihm der Durchbruch. Heute gehört er zu den bekanntesten und erfolgreichsten Opernregisseuren der Welt. 
Er inszenierte an allen großen deutschen Opernhäusern, an der Pariser Oper, der Wiener Staatsoper, der Hamburgischen Staatsoper, an der Semperoper in Dresden, beim Maggio Musicale Fiorentino, am Royal Opera House Covent Garden in London, im Drottningholm Festival in Stockholm, an der Lyric Opera in Chicago, an den Opernhäusern in Brüssel, Amsterdam, Genf und Madrid sowie am Gran Teatre del Liceu in Barcelona. 1999 erregte Decker Aufsehen, als er eine Einladung, bei den Bayreuther Festspielen Lohengrin zu inszenieren „aus künstlerischen Gründen“ ablehnte und damit der erste Regisseur in der Geschichte Bayreuths war, der eine Einladung ausschlug.
Bei den Salzburger Festspielen 2004 inszenierte Decker in Zusammenarbeit mit seinem langjährigen Bühnenbildner Wolfgang Gussmann mit großem Erfolg Die tote Stadt von Korngold. In der Festspielsaison 2005 gelang ihm mit der Inszenierung von Verdis La traviata (wieder mit Gussmann sowie mit Anna Netrebko und Rolando Villazón in den Hauptrollen) ein Sensationserfolg, der „Kultstatus“ erlangte.
2011 inszenierte Decker als Eröffnungsveranstaltung der Ruhrtriennale 2011 in der Jahrhunderthalle (Bochum) Tristan und Isolde von Richard Wagner.

## Auszeichnungen
Decker erhielt für seine Arbeit viele Ehrungen und Auszeichnungen. Unter anderem wurde er 2006 mit dem Verdienstorden des Landes Nordrhein-Westfalen ausgezeichnet. In Frankreich wurde ihm der Titel eines Chevalier des Arts et des Lettres verliehen.